# Ватикано-пакистанские отношения
Ватикано-пакистанские отношения — двусторонние отношения между Ватиканом и Пакистаном. Обе страны установили дипломатические отношения в 1961 году. Святой Престол имеет нунциатуру в Исламабаде. Посольство Пакистана в Швейцарии аккредитовано при Святом Престоле.

## Двусторонние визиты
Дипломатические контакты Святого Престола с Пакистаном осуществляются через Государственный секретариат, с одной стороны, и Министерство иностранных дел Пакистана, с другой. Другими организациями, представляющими особый интерес, со стороны Святого Престола являются Конгрегация евангелизации народов, которая курирует внутреннюю организацию католической церкви в Пакистане, и, с другой стороны, Министерство по делам меньшинств.
1 октября 2009 года президент Исламской Республики Пакистан Асиф Али Зардари встретился с Папой Бенедиктом XVI в его резиденции в Кастель-Гандольфо, а затем также встретился с госсекретарём Тарчизио Бертоне и архиепископом Домиником Мамберти, секретарём Святого Престола по отношениям с государствами. Более ранние контакты на аналогичном уровне включали контакты между президентом Мушаррафом и Папой Иоанном Павлом II 30 сентября 2004 года. В феврале 1981 года Папа Иоанн Павел II встретился с президентом Пакистана во время своего визита в эту страну. Министр по делам меньшинств Шахбаз Бхатти встретился с министром иностранных дел Ватикана архиепископом Домиником Мамберти в Апостольском дворце в сентябре 2010 года после наводнения в Пакистане. Президент Папского совета по межрелигиозному диалогу кардинал Жан-Луи Торан посетил Пакистан в ноябре 2010 года и провёл встречи с министром по делам религиозных меньшинств Шахбазом Бхатти и президентом Пакистана Асифом Али Зардари.

## Полемика
Папа Бенедикт призвал отменить противоречивый пакистанский закон о богохульстве. Тысячи протестующих из различных религиозных партий протестовали против замечаний Папы и против любых изменений закона о богохульстве. Хафиз Хуссейн Ахмед, лидер религиозной партии «Джамиат Улема-и-Ислам», расценил заявление Папы Бенедикта как «вмешательство во внутренние дела Пакистана». Тогда как тогдашний премьер-министр Пакистана Юсуф Реза Гиллани заявил, что закон о богохульстве «является нашим законом, и мы будем работать в соответствии с нашим законом».

## Напряжённость
Согласно сообщению Wikileaks, Святой Престол рассматривал Пакистан как «ненадёжного игрока в коалиции» и сомневался в готовности и искренности правительства принять эффективное участие в усилиях по борьбе с терроризмом вскоре после инцидента 11 сентября. Телеграммы подтвердили всё более напряжённые отношения между Ватиканом и Пакистаном.